# Пензенская соборная мечеть
Пензенская соборная мечеть расположена в Пензе на пересечении улиц Бакунина и Урицкого в Ленинском районе города.

## История
Ранее на месте нынешней мечети располагался дом, построенный в 1887 г. и принадлежавший купцу Д. В. Тихомирову. В 1891 г. этот дом был приобретён Хабиб Джамал Хабибудовной Тенишевой, которая в 1893—1894 гг. перестроила его в мечеть с минаретом, а в 1895 г. передала мечеть мусульманской общине.
Мечеть действовала до 1929 г., когда она была закрыта властями, а в её здании начала работать татарская национальная школа. В дальнейшем это здание переделали под жилой дом, чем она и была вплоть до марта 1991 г., когда по решению Пензенского горисполкома оно было возвращено пензенской мусульманской общине.
В мечети с 1994 г. начали проводиться богослужения. При мечети работают курсы подготовки имамов и муэдзинов.